# Cethosia amboinensis
Cethosia amboinensis är en fjärilsart som beskrevs av Felder 1862. Cethosia amboinensis ingår i släktet Cethosia och familjen praktfjärilar. Inga underarter finns listade i Catalogue of Life.